# Ferdinand Bruckner
Ferdinand Bruckner, pseudonimo di Theodor Tagger (Sofia, 26 agosto 1891 – Berlino, 5 dicembre 1958), è stato un drammaturgo e regista teatrale austriaco.

## Biografia
Suo padre era un uomo d'affari austriaco e sua madre traduttrice francese. Dopo la separazione dei genitori, trascorse gli anni giovanili tra Vienna, Parigi e Berlino, dove cominciò lo studio della musica.
Nel 1916, affascinato dalla scena letteraria espressionista berlinese, lasciò gli studi musicali per dedicarsi alla poesia.
Negli anni seguenti, pubblicò diverse collezioni di poesie e nel 1917 diede vita alla rivista letteraria Marsyas cui collaborarono, tra gli altri, pure Alfred Döblin ed Hermann Hesse.
Nel 1923 fonda a Berlino il Renaissance-Theater, che dirige fino al 1928, lasciandone poi la direzione a Gustav Hartung. Nel 1929 aderì all'espressionismo con Gioventù malata (Krankheit der Jugend) e con Elisabetta d'Inghilterra (Elisabeth von England), cominciando ad utilizzare lo pseudonimo Ferdinand Bruckner. Ottenuto il successo con queste due opere, rivelò di esserne l'autore, cambiando definitivamente il proprio nome nello pseudonimo nel 1946.
Nel 1933 emigrò a Parigi dove lavorò all'opera anti-fascista Die Rassen. Si spostò poi negli USA per sfuggire alle ricerche della Gestapo. Anche qui ottenne un discreto successo.
Nel 1951 rientrò a Berlino ove lavorò sino alla fine allo Schiller Theater.
Negli ultimi anni cercò di creare invano la tragedia moderna mescolando versi di stampo classico con contenuti più attuali.

## Opere
- Der Herr in den Nebeln, 1917
- Gioventù malata (Krankheit der Jugend), 1928
- Giovani senza dei,
- I criminali (Die Verbrecher), 1929 (sugli abusi della giustizia penale)
- Elisabeth von England, 1930
  -  Elisabetta d'Inghilterra, traduzione di E. F. Di Giammatteo, Collezione di teatro, Torino, Einaudi, 1952.
- L'istinto (Die Kreatur), 1930
- Timon, 1932
- Die Rassen, 1933
- Napoleon I,1936
- Heroische Komödie, 1945
- Simon Bolivar, 1945
- Pyrrhus und Andromache, 1951
- Der Kampf mit dem Engel, 1957